# Homaloptera zollingeri
Homaloptera zollingeri е вид лъчеперка от семейство Balitoridae. Видът не е застрашен от изчезване.

## Разпространение и местообитание
Разпространен е във Виетнам, Индонезия (Калимантан, Суматра и Ява), Камбоджа, Лаос, Малайзия (Западна Малайзия и Саравак) и Тайланд.
Обитава сладководни басейни, реки и потоци.

## Описание
На дължина достигат до 10 cm.